# Snowville
Snowville é uma cidade  localizada no estado norte-americano de Utah, no Condado de Box Elder.

## Demografia
Segundo o censo norte-americano de 2000, a sua população era de 177 habitantes.
Em 2006, foi estimada uma população de 167, um decréscimo de 10 (-5.6%).

## Geografia
De acordo com o United States Census Bureau tem uma área de
4,0 km², dos quais 4,0 km² cobertos por terra e 0,0 km² cobertos por água. Snowville localiza-se a aproximadamente 1386 m acima do nível do mar.

## Localidades na vizinhança
O diagrama seguinte representa as localidades num raio de 48 km ao redor de Snowville.